# Семёновский сельсовет (Уренский район)
Семёновский сельсовет — сельское поселение в Уренском районе Нижегородской области.
Административный центр — село Семеново.

## История
Статус и границы сельского поселения установлены Законом Нижегородской области от 15 июня 2004 года № 60-З «О наделении муниципальных образований — городов, рабочих посёлков и сельсоветов Нижегородской области статусом городского, сельского поселения».

## Население
| 2002 | 2010 | 2012 | 2013 | 2014 | 2015 | 2016 |
| ---- | ---- | ---- | ---- | ---- | ---- | ---- |
| 947  | ↘849 | ↘824 | ↘813 | ↘785 | ↘756 | ↘728 |
| 2017 | 2018 | 2019 | 2020 |      |      |      |
| ↘715 | ↘714 | ↘699 | ↘662 |      |      |      |

## Состав сельского поселения
| №  | Населённый пункт | Тип населённого пункта       | Население |
| -- | ---------------- | ---------------------------- | --------- |
| 1  | Аксёново         | деревня                      | ↘0        |
| 2  | Большое Лопатино | деревня                      | ↘95       |
| 3  | Забегаиха        | деревня                      | ↘21       |
| 4  | Кондобаево       | деревня                      | →0        |
| 5  | Красный Яр       | деревня                      | ↘99       |
| 6  | Малафеево        | деревня                      | ↘9        |
| 7  | Малое Лопатино   | деревня                      | →0        |
| 8  | Подгузково       | деревня                      | ↘2        |
| 9  | Семеново         | село, административный центр | ↗581      |
| 10 | Федотово         | деревня                      | ↘30       |
| 11 | Хмелёво          | деревня                      | ↘12       |